# Split (Unix)
El programa split es una utilidad de los sistemas operativos tipo Unix, usada para partir un archivo en uno o más de menor tamaño. De ahí su nombre, que en inglés significa partir.
Sintaxis: split [parámetros opcionales] [archivo de entrada] [archivo de salida]
El comportamiento por defecto de split es generar archivos de salida de hasta 1000 líneas. Estos archivos se nombran añadiéndole aa, ab, ac, etcétera, a archivo de salida; si no se da el nombre del archivo de salida, se usa el nombre por defecto de x, resultando en los archivos xaa, xab, etcétera. Si se usa un guion (-) como archivo de entrada, se leen los datos de la entrada estándar.
Para unir de nuevo los archivos se usa el comando cat.
Otras opciones permiten especificar un máximo de caracteres (en lugar de máximo de líneas), una longitud máxima de línea, cuántos caracteres incrementales deben ir en los nombres de los archivos, o si se usarán letras o dígitos.
Split es software libre escrito por Torbjorn Granlund y Richard M. Stallman, disponible por defecto en prácticamente toda distribución GNU/Linux gracias a las coreutils.